# DrückGlück
DrückGlück.de ist ein deutsches Online-Casino und Glücksspielplattform, das im Jahr 2015 gegründet wurde und als das älteste legale Online-Casino in Deutschland bekannt ist, das immer noch in Betrieb ist. Das Unternehmen hat seinen Hauptsitz in Malta und Zypern.

## Geschichte
DrückGlück.de wurde im Jahr 2015 gestartet und wurde von der Softwarefirma SkillOnNet Ltd. entwickelt.
Kurz nach der Gründung des Unternehmens produzierte DrückGlück die interaktive Casinoshow DrückGlück.de – Glück für alle, die 2016 auf dem Sender Sport 1 ausgestrahlt wurde. Die Sendung wurde von Max Schradin und Daniela Gotto moderiert. DrückGlück hatte den Fußballexperten Reiner Calmund als Sprecher unter Vertrag genommen.
DrückGlück.de wurde 2015 zu einem der ersten legalen Online-Casinos in Deutschland.
DrückGlück wurde im Jahr 2018 Sponsor des Vereins Holstein Kiel in der 2. Fußball-Bundesliga. Im selben Jahr schloss DrückGlück Sponsoringverträge mit zwei deutschen Fernsehsendungen ab: Promi Big Brother und Global Gladiators.
2019 und 2020 war DrückGlück zudem Sponsor des Vereins VfL Lübeck-Schwartau in der 2. Handball-Bundesliga, der das DrückGlück-Logo auf seinen Trikots trug. DrückGlück.de war darüber hinaus eines der Online-Glücksspielunternehmen, das seit der Legalisierung des Online-Glücksspiels in Schleswig-Holstein in diesem Bundesland legal tätig sein durfte.
Im Dezember 2022 erhielt DrückGlück eine bundesweite Lizenz von der Gemeinsamen Glücksspielbehörde der Länder.

## Plattform
DrückGlück bietet Online-Spielautomaten an. Die Online-Spielebibliothek von DrückGlück enthält Glücksspiele von verschiedenen Entwicklerstudios wie Edict, Gamomat, Play’n Go und Push Gaming.
Die DrückGlück-App ist für Android und iOS verfügbar. Die Online-Plattform von DrückGlück kann auch über einen PC aufgerufen werden.
DrückGlück verfügt über Lizenzen, um in Deutschland, Großbritannien, Dänemark, Schweden und weiteren europäischen Ländern tätig zu sein.

## Belege
1. 1 2 3 4  Online Casino DrückGlück sponsert deutsche TV Sendungen. In: casinoonline.de. 22. August 2018, abgerufen am 21. Juli 2023.
2. 1 2  Deutschland-Vergleich: Ostdeutsche suchen nicht nach schnellem Reichtum - Westdeutsche schon. In: pt-magazin.de. Abgerufen am 21. Juli 2023.
3. ↑  Celebrity Reiner Calmund Spokesman for DruckGluck. In: gamesandcasino.com. Abgerufen am 10. August 2023.
4. ↑  Holstein Kiel hat einen neuen Sponsor: Das Online Casino DrückGlück. In: spox.com. 15. November 2018, abgerufen am 21. Juli 2023.
5. ↑  DrückGlück sponsert den Fußballclub Holstein Kiel. In: casinoonline.de. 10. August 2018, abgerufen am 10. August 2023.
6. ↑  Craig Davies: DrückGlück deepens German roots with Holstein Kiel sponsorship. In: casinobeats.com. 9. August 2018, abgerufen am 10. August 2023 (amerikanisches Englisch).
7. ↑  Nicole Macedo: DrückGlück makes Germany push with €35m marketing spend. In: egr.global. EGR Intel, 21. August 2018, abgerufen am 21. Juli 2023 (amerikanisches Englisch).
8. ↑  Online Casino DrückGlück sponsert deutsche TV Sendungen. In: casinoonline.de. 22. August 2018, abgerufen am 21. Juli 2023.
9. ↑  Lübecker Nachrichten: VfL Lübeck-Schwartau: Besonderes Fotoshooting im neuen Krallen-Trikot. In: ln-online.de. 11. August 2020, abgerufen am 21. Juli 2023.
10. ↑  VfL Lübeck-Schwartau verlängert Partnerschaft mit Online-Casino. In: handball-world.news. Abgerufen am 21. Juli 2023.
11. ↑  Torsten Sensenschmidt: DrückGlück Casino hat seine Lizenz aus Schleswig-Holstein zurück! In: casinoplusbonus.com. 3. Juli 2019, abgerufen am 21. Juli 2023.
12. ↑  Online-Casinos: Trotz Verbot auf dem Vormarsch. In: t-online.de. 10. Oktober 2019, abgerufen am 21. Juli 2023.
13. ↑  Craig Davies: SkillOnNet’s DrückGlück secures German renewal. In: casinobeats.com. 2. Juli 2019, abgerufen am 21. Juli 2023 (amerikanisches Englisch).
14. ↑  Simon Frauendorfer: Virtuelle Automatenspiele: 3 neue Lizenzen. In: gamesundbusiness.de. 5. Januar 2023, abgerufen am 21. Juli 2023.
15. ↑  Online-Casinos aus dem TV mit dem besten Startguthaben! In: itsintv.de. 6. Mai 2022, abgerufen am 21. Juli 2023.
16. ↑  Drückglück Casino Erfahrungen 2023. In: casino.at. Abgerufen am 21. Juli 2023.